# Resolució 2316 del Consell de Seguretat de les Nacions Unides
La Resolució 2416 del Consell de Seguretat de les Nacions Unides fou adoptada per unanimitat el 9 de novembre de 2016. El Consell va renovar el consentiment donat als països membres des de 2008 per combatre la pirateria a la costa de Somàlia durant un any.

## Contingut
Gràcies als esforços conjunts de països, organitzacions i empreses, el nombre d'atacs i segrestos per part dels pirates ha anat disminuint constantment des del 2011. Tanmateix, aquesta pirateria continuava representant una amenaça per al lliurament d'ajuda humanitària a Somàlia i la regió, així com a l'enviament comercial i pesquer a la regió. A més, també hi havia preocupacions sobre la pesca il·legal a les aigües territorials de Somàlia, que implicava una pèrdua d'ingressos i podrien causar disturbis a les zones costaneres del país.
A causa de la limitada legislació de Somàlia i la capacitat de la justícia, els sospitosos solien ser alliberats sense haver-los jutjat. Per tant, Somàlia demanava una vegada més ajuda internacional en la lluita contra la pirateria a la seva costa. Països com Kenya, Maurici, Tanzània i les Seychelles van jutjar pirates als seus tribunals. La Unió Europea, la Unió Africana, l'OTAN, la SADC i països com Xina, Iran, Japó, Corea del Sud i Rússia van tenir missions marítimes contra la pirateria a la regió.
La missió EUCAP Nestor també treballava per enfortir les capacitats marítimes de Somàlia, fins i tot mitjançant l'establiment d'una guàrdia costanera. La investigació sobre figures clau en les xarxes criminals darrere de la pirateria havia de continuar.
Els països i organitzacions regionals que podien fer-ho van rebre nou consentiment durant dotze mesos més per continuar participant en la lluita contra la pirateria, cooperar per jutjar pirates i compartir informació sobre ells. També es va demanar als països que criminalitzessin la pirateria i consideressin la persecució de pirates detinguts davant la costa de Somàlia.